# سال بورجزه
سال بورجزه (ایتالیایی: Sal Borgese؛ زادهٔ ۵ مارس ۱۹۳۷) بازیگر اهل ایتالیا است.
از فیلم‌هایی که وی در آن نقش داشته‌است، می‌توان به پیرینوی باحال، ایزابلا، دوشس شیاطین، تعطیلات زمستانی، مسالینا، مسالینا!، دارم یه قایق تفریحی می‌گیرم، فردها و زوج‌ها، پدرخوانده: قسمت سوم، دوست یک گنج است، باراباس، هفت‌تیر، مردی از شرق، آره که میشه رفیق، تسخیرناپذیران، یک پلیس زن در جوخه هرزه‌ها، گریز کودک بی‌گناه، وای خدای بزرگ، پاستوره اومد!، شنبه، یکشنبه و جمعه، شکر، عسل و فلفل، شوق مرگ، پیروزی ده گلادیاتور و چند سوپرمن در مشرق‌زمین اشاره کرد.